# Muellerina bidwillii
Muellerina bidwillii är en tvåhjärtbladig växtart som först beskrevs av George Bentham, och fick sitt nu gällande namn av Bryan Alwyn Barlow. Muellerina bidwillii ingår i släktet Muellerina och familjen Loranthaceae. Inga underarter finns listade i Catalogue of Life.